# 澤山収蔵
澤山 収蔵（さわやま しゅうぞう、1899年〈明治32年〉6月27日 - 1984年〈昭和59年〉）は、日本の居合道家。流派は伯耆流。段位は全日本剣道連盟居合道範士八段。

## 経歴
熊本県宇土市に生まれる。曾祖父の守田喜四郎は宇土藩武芸所の三傑といわれた剣客で、宇土を訪れた斎藤弥九郎と試合をして面をつづけざま三本決めたという。澤山は7歳から新陰流剣術、四天流居合術を修行し、1918年（大正7年）19歳で新陰流と四天流の目録を授けられた。
1925年（大正14年）、右手が腱鞘炎にかかり手術を受けたが、この手術が失敗し、利き腕が用をなさなくなった。1927年（昭和2年）頃には稽古ができるまで回復し、近所の小学生たちに剣道、居合を教えるようになった。なぜか大人に教えることはなかったという。
1936年（昭和11年）、東京に出かけた際、靖国神社境内で中山博道が藁の試し斬りを行っており、澤山はこれに参加した。中山は澤山の抜き打ちに感心し、この話を聞いた同郷の中崎辰九郎が澤山に伯耆流星野道場への入門を勧めた。澤山は1937年（昭和12年）、星野道場に入門。1939年（昭和14年）、伯耆流居合術目録伝書を授けられた。
刀剣鑑定の目利きでもあり、1938年（昭和13年）から第6師団の軍刀の見定め役を務めた。1949年（昭和24年）、本阿弥光遜から刀剣鑑定奥伝免許状を授与され、戦後は国立博物館に置かれた文化財保護委員会の刀剣審査委員を20年間務めた。
1965年（昭和40年）、全日本剣道連盟から居合道八段を授与される。1967年（昭和42年）、伯耆流の先輩にあたる吉澤一喜と共に全日本剣道連盟居合制定に参加した。1984年（昭和59年）、86歳で死去。